# Feszty Adolf
Martosi Feszty Adolf Lajos (Ógyalla, 1846. augusztus 17. – Budapest, 1900. február 26.) építész, neves budapesti palota-, üzlet- és bérháztervező (Dessewffy-palota, Foncière Biztosító palotája, a Haris bazár), feltaláló. Feszty Árpád festőművész és Feszty Gyula testvére.

## Élete
Édesapja Rehrenbeck Szilveszter (1819–1910) ógyallai földbirtokos, édesanyja Linzmajer Jozefa (1822–1885) volt. Apja a Rehrenbeck vezetéknevét Fesztyre cserélte 1868-ban, és 1887. április 21-én nemességet, családi címert és a martosi nemesi előnevet szerezte adományban I. Ferenc József magyar királytól.
Tanulmányait a Bécsi Műszaki Egyetemen végezte, később a zürichi politechnikumba is beiratkozott, ahol a 19. század egyik legismertebb építészprofesszora, Gottfried Semper volt rá nagy hatással. 1871-ben építészirodát nyitott Budapesten; legelső alkotása a fővárosban az 1877-ben átadott Haris-bazár volt, melyet Haris Gergely görög származású kereskedő számára tervezett. Az épület vasvázas tetőszerkezetű, üvegezett átjáróház, amelynek udvarán az üzleteket a keleti bazárok hangulatában készítették el. A Haris-bazárt 1910-ben lebontották.
Feszty 1878 és 1884 között több bérházat és palotát tervezett az akkortájt kiépülőben lévő Sugár úton (Andrássy út). A Csömöri úti Lóversenypálya épületegyüttese (1880) is az ő alkotása volt, ezt a Népstadion építésekor, 1948-ban lebontották. Feszty a társadalmi és politikai életbe is bekapcsolódott: a tatai választókerület képviselőjévé választották 1887-ben.
1886-ban tervpályázatot nyújtott be barátjával, gróf Esterházy Miklóssal Budapest ivóvízellátására. A tervek szerint az akkor 800 000 lakosú fővárosba Tatáról szállítottak volna napi 120 000 köbméter ivóvizet. Ennek megvalósításához 8 millió forintra lett volna szükség, melyben egy Duna-híd is szerepelt, amin keresztül Pest is ivóvízhez jutott volna.
1890-ben Feszty visszavonult az építészettől egészségi állapotára hivatkozva, és kibérelte Esterházy herceg 30 000 holdas kapuvári uradalmát. Nagy mennyiségű tőzeget talált a birtokon, amelyet papírgyártásra próbált felhasználni. Több találmánnyal is szabadalmaztatta gyártási eljárását.
Váratlanul érte a halál élete egyik igen termékeny időszakában, alig 54 éves korában. A Fiumei úti sírkertben helyezték nyugalomra, majd sírját 1953-ban áthelyezték az Új köztemetőbe (16/XI. parcella, I. sor, 1–2. szám).

## Ismert épületei
- 1874: Nagy-bérház, Budapest, Szent István tér 3.[5]
- 1875: Haris-bazár, Budapest, Haris köz (az épületet elbontották)[6][7]
- 1876: Tafler-palota, Budapest, Andrássy út 84.[8]
- 1880 e.: bérház, Budapest, Bajcsy-Zsilinszky út 12.[9]
- 1880: Budapesti lóversenypálya, Budapest, Kerepesi út (az épületet elbontották)[10]
- 1880: Schossberger-palota, Budapest, Andrássy út 8.[11]
- 1880: Batthyány-palota, Budapest, Reviczky u. 4.[5]
- 1880–1885: Pázmándy-palota, Budapest, Andrássy út 46.[12]
- 1880–1881: Teleky-palota, Budapest, Andrássy út 86.[13]
- 1881: (I.) Pulitzer-palota, Budapest, Andrássy út 15.[14]
- 1881: (II.) Pulitzer-palota, Budapest, Andrássy út 17.[15]
- 1881: Herzl-palota, Budapest, Andrássy út 96/a.[16]
- 1881–1882: Foncière-palota, Budapest, Andrássy út 2.[17]
- 1884: Stern-palota, Budapest, Andrássy út 10.[18]
- 1885: Magyar Országos Bank, Budapest, Nádor u. 4.[19][20]
- 1888: bérház, Budapest, Teréz körút 50.[21][22]
- 1889–1890: bérház, Budapest, Teréz körút 52.[23]
- ?: bérház, Budapest, Nyáry Pál u. 12.[21]

### Kivitelezései

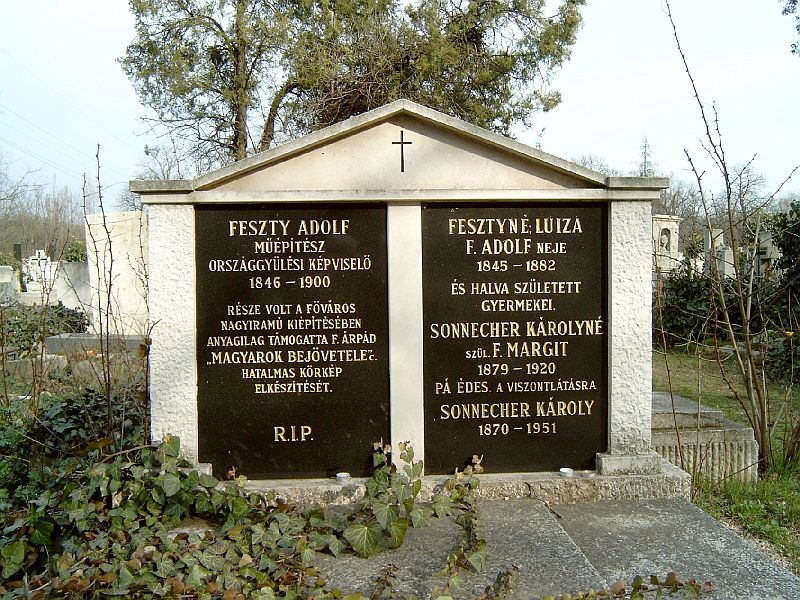
Feszty Adolf sírja Budapesten. Új köztemető: 16/11-1-1/2

- 1873–1874: Tafler-palota, Budapest, Andrássy út 35. (tervező: Vojta Donát)[24]
- 1875: Károlyi-bérház, Budapest, Révay u. 12. (tervező: Ybl Miklós)[21]
- 1880–1885: palota, Budapest, Andrássy út 55. (tervező: Petschacher Gusztáv vagy Vojta Donát)[25]

### Átépítései
- 1885: római katolikus templom, Bánhida (a tornyát is ő tervezte)[26]

### Tervben maradt épületek
- 1873–1874: Tafler-palota, Budapest, Andrássy út 35. (később Vojta Donát tervei szerint, de Feszty kivitelezésében épült fel)[24]
- 1882: Ullmann-palota, Budapest, Andrássy út 11. (Freund Vilmos tervei szerint épült fel)[27]

### Síremlékek
- 1880: Haggenmacher-sírbolt, Fiumei úti sírkert, Budapest, Fiumei út 16-18.[28]
- ?: Görgey-mauzóleum, Fiumei úti sírkert, Budapest, Fiumei út 16-18. (valószínűleg tervben maradt).[29]

## Szabadalmai
A Magyar Szabadalmi Hivatal PIPACS adatbázisában több szabadalmi bejelentése is szerepel (lajstromszámmal és címmel):
- 14361 Eljárás világos vagy fehér papíranyagnak tőzegből való előállítására
- 13567 Eljárás világos vagy fehér papiranyagnak tőzeghez hasonló, de még el nem tőzegesedett növényi eredetű rosttömegből való előállítására
- 13001 Eljárás papíranyagnak tőzegből hasonló de még el nem tőzegezedett, növényi eredetű rosstömegből való előállítására
- 12412 Eljárás papíranyagnak tőzeghez hasonló, de még el nem tőzegesedett, növényi eredetű rosttömegekből való előállítására, kéregpapír, karton és csomagpapír gyártási czélokra
- 12156 Eljárás papírmasszának tőzeghez hasonló, de még el nem tőzegesedett növényi eredetű rosttömegekből való előállítására
- 12079 Eljárás világos vagy fehér papiranyagnak tőzegből való előállítására

## Emlékezete
- Róla nevezték el a Tatán található Feszti-barlangot.

## Jókaival való rokonsága
|                          |                          |                          |                          |                          |                          |                         |                         |                             |                             |                             |                             |                                 |                                 |                                 |                                 |                                 |                                 |                   |                   |                   |                   |  |  |                                |                                |                                |                                | Benke József (1781–1855)       | Benke József (1781–1855)       | Benke József (1781–1855) | Benke József (1781–1855) | Benke József (1781–1855)    | Benke József (1781–1855)    |                             |                             | Rácz Zsuzsánna              | Rácz Zsuzsánna              | Rácz Zsuzsánna           | Rácz Zsuzsánna           | Rácz Zsuzsánna                     | Rácz Zsuzsánna                     |                                    |                                    |                                    |                                    |                          |                          |                              |                              |                              |                              | Jókay József (1781–1837)     | Jókay József (1781–1837)     | Jókay József (1781–1837) | Jókay József (1781–1837) | Jókay József (1781–1837) | Jókay József (1781–1837) |                          |                          | Pulay Mária (1790–1866)  | Pulay Mária (1790–1866)  | Pulay Mária (1790–1866) | Pulay Mária (1790–1866) | Pulay Mária (1790–1866)  | Pulay Mária (1790–1866)  |                          |                          |                          |                          |  |  |                         |                         |                         |                         |                         |                         |  |  |  |  |  |  |  |  |  |  |  |  |  |  |
|                          |                          |                          |                          |                          |                          |                         |                         |                             |                             |                             |                             |                                 |                                 |                                 |                                 |                                 |                                 |                   |                   |                   |                   |  |  |                                |                                |                                |                                | Benke József (1781–1855)       | Benke József (1781–1855)       | Benke József (1781–1855) | Benke József (1781–1855) | Benke József (1781–1855)    | Benke József (1781–1855)    |                             |                             | Rácz Zsuzsánna              | Rácz Zsuzsánna              | Rácz Zsuzsánna           | Rácz Zsuzsánna           | Rácz Zsuzsánna                     | Rácz Zsuzsánna                     |                                    |                                    |                                    |                                    |                          |                          |                              |                              |                              |                              | Jókay József (1781–1837)     | Jókay József (1781–1837)     | Jókay József (1781–1837) | Jókay József (1781–1837) | Jókay József (1781–1837) | Jókay József (1781–1837) |                          |                          | Pulay Mária (1790–1866)  | Pulay Mária (1790–1866)  | Pulay Mária (1790–1866) | Pulay Mária (1790–1866) | Pulay Mária (1790–1866)  | Pulay Mária (1790–1866)  |                          |                          |                          |                          |  |  |                         |                         |                         |                         |                         |                         |  |  |  |  |  |  |  |  |  |  |  |  |  |  |
|                          |                          |                          |                          |                          |                          |                         |                         |                             |                             |                             |                             |                                 |                                 |                                 |                                 |                                 |                                 |                   |                   |                   |                   |  |  |                                |                                |                                |                                |                                |                                |                          |                          |                             |                             |                             |                             |                             |                             |                          |                          |                                    |                                    |                                    |                                    |                                    |                                    |                          |                          |                              |                              |                              |                              |                              |                              |                          |                          |                          |                          |                          |                          |                          |                          |                         |                         |                          |                          |                          |                          |                          |                          |  |  |                         |                         |                         |                         |                         |                         |  |  |  |  |  |  |  |  |  |  |  |  |  |  |
|                          |                          |                          |                          |                          |                          |                         |                         |                             |                             |                             |                             |                                 |                                 |                                 |                                 |                                 |                                 |                   |                   |                   |                   |  |  |                                |                                |                                |                                |                                |                                |                          |                          |                             |                             |                             |                             |                             |                             |                          |                          |                                    |                                    |                                    |                                    |                                    |                                    |                          |                          |                              |                              |                              |                              |                              |                              |                          |                          |                          |                          |                          |                          |                          |                          |                         |                         |                          |                          |                          |                          |                          |                          |  |  |                         |                         |                         |                         |                         |                         |  |  |  |  |  |  |  |  |  |  |  |  |  |  |
| Fáncsy Lajos (1809–1854) | Fáncsy Lajos (1809–1854) | Fáncsy Lajos (1809–1854) | Fáncsy Lajos (1809–1854) | Fáncsy Lajos (1809–1854) | Fáncsy Lajos (1809–1854) |                         |                         | Meszlényi Mária (1813–1889) | Meszlényi Mária (1813–1889) | Meszlényi Mária (1813–1889) | Meszlényi Mária (1813–1889) | Meszlényi Mária (1813–1889)     | Meszlényi Mária (1813–1889)     |                                 |                                 | Jeremiás Karolina               | Jeremiás Karolina               | Jeremiás Karolina | Jeremiás Karolina | Jeremiás Karolina | Jeremiás Karolina |  |  | id. Lendvay Márton (1807–1858) | id. Lendvay Márton (1807–1858) | id. Lendvay Márton (1807–1858) | id. Lendvay Márton (1807–1858) | id. Lendvay Márton (1807–1858) | id. Lendvay Márton (1807–1858) |                          |                          | Laborfalvi Róza (1817–1886) | Laborfalvi Róza (1817–1886) | Laborfalvi Róza (1817–1886) | Laborfalvi Róza (1817–1886) | Laborfalvi Róza (1817–1886) | Laborfalvi Róza (1817–1886) |                          |                          | Jókai Mór (1825–1904)              | Jókai Mór (1825–1904)              | Jókai Mór (1825–1904)              | Jókai Mór (1825–1904)              | Jókai Mór (1825–1904)              | Jókai Mór (1825–1904)              |                          |                          | Nagy Bella (1879–1947)       | Nagy Bella (1879–1947)       | Nagy Bella (1879–1947)       | Nagy Bella (1879–1947)       | Nagy Bella (1879–1947)       | Nagy Bella (1879–1947)       |                          |                          | Jókay Károly (1814–1902) | Jókay Károly (1814–1902) | Jókay Károly (1814–1902) | Jókay Károly (1814–1902) | Jókay Károly (1814–1902) | Jókay Károly (1814–1902) |                         |                         | Jókai Eszter (1816–1889) | Jókai Eszter (1816–1889) | Jókai Eszter (1816–1889) | Jókai Eszter (1816–1889) | Jókai Eszter (1816–1889) | Jókai Eszter (1816–1889) |  |  | Váli Ferenc (1810–1882) | Váli Ferenc (1810–1882) | Váli Ferenc (1810–1882) | Váli Ferenc (1810–1882) | Váli Ferenc (1810–1882) | Váli Ferenc (1810–1882) |  |  |  |  |  |  |  |  |  |  |  |  |  |  |
| Fáncsy Lajos (1809–1854) | Fáncsy Lajos (1809–1854) | Fáncsy Lajos (1809–1854) | Fáncsy Lajos (1809–1854) | Fáncsy Lajos (1809–1854) | Fáncsy Lajos (1809–1854) |                         |                         | Meszlényi Mária (1813–1889) | Meszlényi Mária (1813–1889) | Meszlényi Mária (1813–1889) | Meszlényi Mária (1813–1889) | Meszlényi Mária (1813–1889)     | Meszlényi Mária (1813–1889)     |                                 |                                 | Jeremiás Karolina               | Jeremiás Karolina               | Jeremiás Karolina | Jeremiás Karolina | Jeremiás Karolina | Jeremiás Karolina |  |  | id. Lendvay Márton (1807–1858) | id. Lendvay Márton (1807–1858) | id. Lendvay Márton (1807–1858) | id. Lendvay Márton (1807–1858) | id. Lendvay Márton (1807–1858) | id. Lendvay Márton (1807–1858) |                          |                          | Laborfalvi Róza (1817–1886) | Laborfalvi Róza (1817–1886) | Laborfalvi Róza (1817–1886) | Laborfalvi Róza (1817–1886) | Laborfalvi Róza (1817–1886) | Laborfalvi Róza (1817–1886) |                          |                          | Jókai Mór (1825–1904)              | Jókai Mór (1825–1904)              | Jókai Mór (1825–1904)              | Jókai Mór (1825–1904)              | Jókai Mór (1825–1904)              | Jókai Mór (1825–1904)              |                          |                          | Nagy Bella (1879–1947)       | Nagy Bella (1879–1947)       | Nagy Bella (1879–1947)       | Nagy Bella (1879–1947)       | Nagy Bella (1879–1947)       | Nagy Bella (1879–1947)       |                          |                          | Jókay Károly (1814–1902) | Jókay Károly (1814–1902) | Jókay Károly (1814–1902) | Jókay Károly (1814–1902) | Jókay Károly (1814–1902) | Jókay Károly (1814–1902) |                         |                         | Jókai Eszter (1816–1889) | Jókai Eszter (1816–1889) | Jókai Eszter (1816–1889) | Jókai Eszter (1816–1889) | Jókai Eszter (1816–1889) | Jókai Eszter (1816–1889) |  |  | Váli Ferenc (1810–1882) | Váli Ferenc (1810–1882) | Váli Ferenc (1810–1882) | Váli Ferenc (1810–1882) | Váli Ferenc (1810–1882) | Váli Ferenc (1810–1882) |  |  |  |  |  |  |  |  |  |  |  |  |  |  |
|                          |                          |                          |                          |                          |                          |                         |                         |                             |                             |                             |                             |                                 |                                 |                                 |                                 |                                 |                                 |                   |                   |                   |                   |  |  |                                |                                |                                |                                |                                |                                |                          |                          |                             |                             |                             |                             |                             |                             |                          |                          |                                    |                                    |                                    |                                    |                                    |                                    |                          |                          |                              |                              |                              |                              |                              |                              |                          |                          |                          |                          |                          |                          |                          |                          |                         |                         |                          |                          |                          |                          |                          |                          |  |  |                         |                         |                         |                         |                         |                         |  |  |  |  |  |  |  |  |  |  |  |  |  |  |
|                          |                          |                          |                          |                          |                          |                         |                         |                             |                             |                             |                             |                                 |                                 |                                 |                                 |                                 |                                 |                   |                   |                   |                   |  |  |                                |                                |                                |                                |                                |                                |                          |                          |                             |                             |                             |                             |                             |                             |                          |                          |                                    |                                    |                                    |                                    |                                    |                                    |                          |                          |                              |                              |                              |                              |                              |                              |                          |                          |                          |                          |                          |                          |                          |                          |                         |                         |                          |                          |                          |                          |                          |                          |  |  |                         |                         |                         |                         |                         |                         |  |  |  |  |  |  |  |  |  |  |  |  |  |  |
|                          |                          |                          |                          | Fáncsy Ilka (1842–1904)  | Fáncsy Ilka (1842–1904)  | Fáncsy Ilka (1842–1904) | Fáncsy Ilka (1842–1904) | Fáncsy Ilka (1842–1904)     | Fáncsy Ilka (1842–1904)     |                             |                             | ifj. Lendvay Márton (1830–1875) | ifj. Lendvay Márton (1830–1875) | ifj. Lendvay Márton (1830–1875) | ifj. Lendvay Márton (1830–1875) | ifj. Lendvay Márton (1830–1875) | ifj. Lendvay Márton (1830–1875) |                   |                   |                   |                   |  |  |                                |                                |                                |                                | Benke Róza (1836–1861)         | Benke Róza (1836–1861)         | Benke Róza (1836–1861)   | Benke Róza (1836–1861)   | Benke Róza (1836–1861)      | Benke Róza (1836–1861)      |                             |                             |                             |                             |                          |                          | Rehrenbeck Szilveszter (1819–1910) | Rehrenbeck Szilveszter (1819–1910) | Rehrenbeck Szilveszter (1819–1910) | Rehrenbeck Szilveszter (1819–1910) | Rehrenbeck Szilveszter (1819–1910) | Rehrenbeck Szilveszter (1819–1910) |                          |                          | Linzmajer Jozefa (1822–1885) | Linzmajer Jozefa (1822–1885) | Linzmajer Jozefa (1822–1885) | Linzmajer Jozefa (1822–1885) | Linzmajer Jozefa (1822–1885) | Linzmajer Jozefa (1822–1885) |                          |                          |                          |                          |                          |                          |                          |                          |                         |                         |                          |                          |                          |                          |                          |                          |  |  |                         |                         |                         |                         |                         |                         |  |  |  |  |  |  |  |  |  |  |  |  |  |  |
|                          |                          |                          |                          | Fáncsy Ilka (1842–1904)  | Fáncsy Ilka (1842–1904)  | Fáncsy Ilka (1842–1904) | Fáncsy Ilka (1842–1904) | Fáncsy Ilka (1842–1904)     | Fáncsy Ilka (1842–1904)     |                             |                             | ifj. Lendvay Márton (1830–1875) | ifj. Lendvay Márton (1830–1875) | ifj. Lendvay Márton (1830–1875) | ifj. Lendvay Márton (1830–1875) | ifj. Lendvay Márton (1830–1875) | ifj. Lendvay Márton (1830–1875) |                   |                   |                   |                   |  |  |                                |                                |                                |                                | Benke Róza (1836–1861)         | Benke Róza (1836–1861)         | Benke Róza (1836–1861)   | Benke Róza (1836–1861)   | Benke Róza (1836–1861)      | Benke Róza (1836–1861)      |                             |                             |                             |                             |                          |                          | Rehrenbeck Szilveszter (1819–1910) | Rehrenbeck Szilveszter (1819–1910) | Rehrenbeck Szilveszter (1819–1910) | Rehrenbeck Szilveszter (1819–1910) | Rehrenbeck Szilveszter (1819–1910) | Rehrenbeck Szilveszter (1819–1910) |                          |                          | Linzmajer Jozefa (1822–1885) | Linzmajer Jozefa (1822–1885) | Linzmajer Jozefa (1822–1885) | Linzmajer Jozefa (1822–1885) | Linzmajer Jozefa (1822–1885) | Linzmajer Jozefa (1822–1885) |                          |                          |                          |                          |                          |                          |                          |                          |                         |                         |                          |                          |                          |                          |                          |                          |  |  |                         |                         |                         |                         |                         |                         |  |  |  |  |  |  |  |  |  |  |  |  |  |  |
|                          |                          |                          |                          |                          |                          |                         |                         |                             |                             |                             |                             |                                 |                                 |                                 |                                 |                                 |                                 |                   |                   |                   |                   |  |  |                                |                                |                                |                                |                                |                                |                          |                          |                             |                             |                             |                             |                             |                             |                          |                          |                                    |                                    |                                    |                                    |                                    |                                    |                          |                          |                              |                              |                              |                              |                              |                              |                          |                          |                          |                          |                          |                          |                          |                          |                         |                         |                          |                          |                          |                          |                          |                          |  |  |                         |                         |                         |                         |                         |                         |  |  |  |  |  |  |  |  |  |  |  |  |  |  |
|                          |                          |                          |                          |                          |                          |                         |                         |                             |                             |                             |                             |                                 |                                 |                                 |                                 |                                 |                                 |                   |                   |                   |                   |  |  |                                |                                |                                |                                |                                |                                |                          |                          |                             |                             |                             |                             |                             |                             |                          |                          |                                    |                                    |                                    |                                    |                                    |                                    |                          |                          |                              |                              |                              |                              |                              |                              |                          |                          |                          |                          |                          |                          |                          |                          |                         |                         |                          |                          |                          |                          |                          |                          |  |  |                         |                         |                         |                         |                         |                         |  |  |  |  |  |  |  |  |  |  |  |  |  |  |
|                          |                          |                          |                          |                          |                          |                         |                         |                             |                             |                             |                             |                                 |                                 |                                 |                                 |                                 |                                 |                   |                   |                   |                   |  |  |                                |                                |                                |                                | Jókai Róza (1861–1936)         | Jókai Róza (1861–1936)         | Jókai Róza (1861–1936)   | Jókai Róza (1861–1936)   | Jókai Róza (1861–1936)      | Jókai Róza (1861–1936)      |                             |                             | Feszty Árpád (1856–1914)    | Feszty Árpád (1856–1914)    | Feszty Árpád (1856–1914) | Feszty Árpád (1856–1914) | Feszty Árpád (1856–1914)           | Feszty Árpád (1856–1914)           |                                    |                                    | Feszty Adolf (1846–1900)           | Feszty Adolf (1846–1900)           | Feszty Adolf (1846–1900) | Feszty Adolf (1846–1900) | Feszty Adolf (1846–1900)     | Feszty Adolf (1846–1900)     |                              |                              | Feszty Gyula (1854–1912)     | Feszty Gyula (1854–1912)     | Feszty Gyula (1854–1912) | Feszty Gyula (1854–1912) | Feszty Gyula (1854–1912) | Feszty Gyula (1854–1912) |                          |                          | Feszty Béla (1868–1928)  | Feszty Béla (1868–1928)  | Feszty Béla (1868–1928) | Feszty Béla (1868–1928) | Feszty Béla (1868–1928)  | Feszty Béla (1868–1928)  |                          |                          |                          |                          |  |  |                         |                         |                         |                         |                         |                         |  |  |  |  |  |  |  |  |  |  |  |  |  |  |
|                          |                          |                          |                          |                          |                          |                         |                         |                             |                             |                             |                             |                                 |                                 |                                 |                                 |                                 |                                 |                   |                   |                   |                   |  |  |                                |                                |                                |                                | Jókai Róza (1861–1936)         | Jókai Róza (1861–1936)         | Jókai Róza (1861–1936)   | Jókai Róza (1861–1936)   | Jókai Róza (1861–1936)      | Jókai Róza (1861–1936)      |                             |                             | Feszty Árpád (1856–1914)    | Feszty Árpád (1856–1914)    | Feszty Árpád (1856–1914) | Feszty Árpád (1856–1914) | Feszty Árpád (1856–1914)           | Feszty Árpád (1856–1914)           |                                    |                                    | Feszty Adolf (1846–1900)           | Feszty Adolf (1846–1900)           | Feszty Adolf (1846–1900) | Feszty Adolf (1846–1900) | Feszty Adolf (1846–1900)     | Feszty Adolf (1846–1900)     |                              |                              | Feszty Gyula (1854–1912)     | Feszty Gyula (1854–1912)     | Feszty Gyula (1854–1912) | Feszty Gyula (1854–1912) | Feszty Gyula (1854–1912) | Feszty Gyula (1854–1912) |                          |                          | Feszty Béla (1868–1928)  | Feszty Béla (1868–1928)  | Feszty Béla (1868–1928) | Feszty Béla (1868–1928) | Feszty Béla (1868–1928)  | Feszty Béla (1868–1928)  |                          |                          |                          |                          |  |  |                         |                         |                         |                         |                         |                         |  |  |  |  |  |  |  |  |  |  |  |  |  |  |
|                          |                          |                          |                          |                          |                          |                         |                         |                             |                             |                             |                             |                                 |                                 |                                 |                                 |                                 |                                 |                   |                   |                   |                   |  |  |                                |                                |                                |                                |                                |                                |                          |                          |                             |                             |                             |                             |                             |                             |                          |                          |                                    |                                    |                                    |                                    |                                    |                                    |                          |                          |                              |                              |                              |                              |                              |                              |                          |                          |                          |                          |                          |                          |                          |                          |                         |                         |                          |                          |                          |                          |                          |                          |  |  |                         |                         |                         |                         |                         |                         |  |  |  |  |  |  |  |  |  |  |  |  |  |  |
|                          |                          |                          |                          |                          |                          |                         |                         |                             |                             |                             |                             |                                 |                                 |                                 |                                 |                                 |                                 |                   |                   |                   |                   |  |  |                                |                                |                                |                                |                                |                                |                          |                          | Feszty Masa (1895–1979)     |                             |                             |                             |                             |                             |                          |                          |                                    |                                    |                                    |                                    |                                    |                                    |                          |                          |                              |                              |                              |                              |                              |                              |                          |                          |                          |                          |                          |                          |                          |                          |                         |                         |                          |                          |                          |                          |                          |                          |  |  |                         |                         |                         |                         |                         |                         |  |  |  |  |  |  |  |  |  |  |  |  |  |  |
|                          |                          |                          |                          |                          |                          |                         |                         |                             |                             |                             |                             |                                 |                                 |                                 |                                 |                                 |                                 |                   |                   |                   |                   |  |  |                                |                                |                                |                                |                                |                                |                          |                          |                             |                             |                             |                             |                             |                             |                          |                          |                                    |                                    |                                    |                                    |                                    |                                    |                          |                          |                              |                              |                              |                              |                              |                              |                          |                          |                          |                          |                          |                          |                          |                          |                         |                         |                          |                          |                          |                          |                          |                          |  |  |                         |                         |                         |                         |                         |                         |  |  |  |  |  |  |  |  |  |  |  |  |  |  |